# Morophaga morella
Morophaga morella is een vlinder uit de familie echte motten (Tineidae). De wetenschappelijke naam is voor het eerst geldig gepubliceerd in 1838 door Duponchel.
De soort komt voor in Europa.